# Francesco Camarda
Francesco Camarda (Milano, 10 marzo 2008) è un calciatore italiano, attaccante del Lecce, in prestito dal Milan, e della nazionale Under-19 italiana.

## Carriera

### Club

#### Milan
Camarda entra a far parte del settore giovanile del Milan nel 2015, dopo gli inizi con l'Afforese, squadra del quartiere milanese di Affori. Nel corso degli anni si fa notare per l'elevata prolificità sotto porta, che lo porta a giocare con le formazioni di categorie superiori alla sua età. Nella stagione 2021-2022 milita nella formazione Under-15 rossonera, con cui vince il campionato di categoria.
All'inizio della stagione 2023-2024 viene inserito nella formazione Primavera dei rossoneri, con cui debutta il 26 agosto nella partita contro il Monza vinta per 3-1. Lungo l'annata segna sette reti in campionato, tre in Coppa Italia e tre in Youth League, dove il Milan arriva in finale, poi persa 3-0 contro l'Olympiacos. Nel settembre del 2023, in seguito alla sua doppietta in Youth League contro il Newcastle Utd, diventa il più giovane giocatore italiano ad aver segnato una doppietta nella competizione continentale (a 15 anni e 6 mesi), nonché il più giovane giocatore ad aver segnato almeno un gol in campionato e coppa nazionale Under-19 e in Youth League, superando il precedente primato di Youssoufa Moukoko.
Dopo aver ricevuto una deroga da parte della FIGC per essere convocato in prima squadra da Stefano Pioli, il 25 novembre 2023 Camarda fa il suo debutto in Serie A con il Milan, sostituendo Luka Jović all'83º della partita vinta per 1-0 contro la Fiorentina: nell'occasione, diventa il più giovane esordiente della storia della Serie A (15 anni, 8 mesi e 15 giorni), battendo il precedente record di Wisdom Amey (15 anni, 9 mesi e un giorno), nonché il più giovane debuttante nella storia del Milan, superando il precedente primato stabilito da Paolo Maldini (16 anni, 6 mesi e 25 giorni).
Nel luglio del 2024 firma il suo primo contratto da professionista con il Milan, valido per tre anni, e viene aggregato al Milan Futuro, la neonata seconda squadra del club rossonero, militante in Serie C. Il 17 agosto seguente segna i suoi primi due gol fra i professionisti, contribuendo così alla vittoria per 2-1 in casa del Novara, gara valida per il secondo turno di Coppa Italia Serie C. Segna invece il suo primo gol in Serie C alla seconda giornata, contro il Carpi, su rigore (1-1). Il 22 ottobre dello stesso anno Camarda debutta in UEFA Champions League, subentrando ad Álvaro Morata al 75º minuto della partita della fase campionato contro il Club Bruges, vinta poi per 3-1, nell'occasione, a 16 anni e 226 giorni, diventa il giocatore italiano più giovane di sempre a esordire nella coppa europea (battendo il precedente record di Moise Kean), nonché il settimo esordiente più giovane di sempre nella stessa competizione. Il 9 novembre seguente, invece, parte per la prima volta da titolare nel pareggio per 3-3 in campionato in casa del Cagliari; nell'occasione, all'età di 16 anni e 244 giorni, il secondo giocatore più giovane ad avere giocato da titolare coi rossoneri, dopo Gianluigi Donnarumma.

#### Lecce
Il 7 luglio 2025, dopo aver rinnovato con il Milan fino al 30 giugno 2028, Camarda passa in prestito al Lecce, sempre in Serie A, con diritto di riscatto fissato a tre milioni di euro, e di contro-riscatto a quattro milioni a favore dei rossoneri. Fa il suo esordio ufficiale il 15 agosto, nel match di Coppa Italia vinto per 2-0 contro la Juve Stabia. 

### Nazionale
Camarda ha iniziato a giocare nelle nazionali giovanili italiane dalla nazionale Under-15.
Nel giugno del 2024 vince il campionato Europeo Under-17, in cui ha disputato cinque partite e realizzato quattro gol, di cui due messi a segno in finale contro il Portogallo; e viene anche nominato miglior giocatore del torneo.
Nello stesso anno ha preso parte anche all'Europeo Under-19 2024, nel quale realizza due reti.

## Statistiche

### Presenze e reti nei club
Statistiche aggiornate al 15 agosto 2025.
| Stagione        | Squadra         | Campionato      | Campionato | Campionato | Coppe nazionali | Coppe nazionali | Coppe nazionali | Coppe continentali | Coppe continentali | Coppe continentali | Altre coppe | Altre coppe | Altre coppe | Totale | Totale | Totale |
| Stagione        | Squadra         | Comp            | Pres       | Reti       | Comp            | Pres            | Reti            | Comp               | Pres               | Reti               | Comp        | Pres        | Reti        | Pres   | Reti   |        |
| --------------- | --------------- | --------------- | ---------- | ---------- | --------------- | --------------- | --------------- | ------------------ | ------------------ | ------------------ | ----------- | ----------- | ----------- | ------ | ------ | ------ |
| 2023-2024       | Milan           | A               | 2          | 0          | CI              | 0               | 0               | UCL+UEL            | 0                  | 0                  | -           | -           | -           | 2      | 0      |        |
| 2024-2025       | Milan           | A               | 10         | 0          | CI              | 0               | 0               | UCL                | 4                  | 0                  | SI          | 0           | 0           | 14     | 0      |        |
| Totale Milan    | Totale Milan    | Totale Milan    | 12         | 0          |                 | 0               | 0               |                    | 4                  | 0                  |             | 0           | 0           | 16     | 0      |        |
| 2024-2025       | Milan Futuro    | C               | 18         | 5          | CI-C            | 2               | 2               | -                  | -                  | -                  | -           | -           | -           | 20     | 7      |        |
| 2025-2026       | Lecce           | A               | 0          | 0          | CI              | 1               | 0               | -                  | -                  | -                  | -           | -           | -           | 1      | 0      |        |
| Totale carriera | Totale carriera | Totale carriera | 30         | 5          |                 | 3               | 2               |                    | 4                  | 0                  |             | 0           | 0           | 37     | 7      |        |

### Cronologia presenze e reti in nazionale
| Cronologia completa delle presenze e delle reti in nazionale ― Italia under 19 | Cronologia completa delle presenze e delle reti in nazionale ― Italia under 19 | Cronologia completa delle presenze e delle reti in nazionale ― Italia under 19 | Cronologia completa delle presenze e delle reti in nazionale ― Italia under 19 | Cronologia completa delle presenze e delle reti in nazionale ― Italia under 19 | Cronologia completa delle presenze e delle reti in nazionale ― Italia under 19 | Cronologia completa delle presenze e delle reti in nazionale ― Italia under 19 | Cronologia completa delle presenze e delle reti in nazionale ― Italia under 19 |
| Data                                                                           | Città                                                                          | In casa                                                                        | Risultato                                                                      | Ospiti                                                                         | Competizione                                                                   | Reti                                                                           | Note                                                                           |
| ------------------------------------------------------------------------------ | ------------------------------------------------------------------------------ | ------------------------------------------------------------------------------ | ------------------------------------------------------------------------------ | ------------------------------------------------------------------------------ | ------------------------------------------------------------------------------ | ------------------------------------------------------------------------------ | ------------------------------------------------------------------------------ |
| 15-7-2024                                                                      | Belfast                                                                        | Italia under 19                                                                | 2 – 1                                                                          | Norvegia under 19                                                              | Europeo Under-19 2024 - 1º turno                                               | -                                                                              | 85’                                                                            |
| 18-7-2024                                                                      | Larne                                                                          | Irlanda del Nord under 19                                                      | 0 – 3                                                                          | Italia under 19                                                                | Europeo Under-19 2024 - 1º turno                                               | 2                                                                              | 71’                                                                            |
| 25-7-2024                                                                      | Belfast                                                                        | Italia under 19                                                                | 0 – 1 dts                                                                      | Spagna under 19                                                                | Europeo Under-19 2024 - Semifinale                                             | -                                                                              | 85’                                                                            |
| 10-10-2024                                                                     | Ravenna                                                                        | Italia under 19                                                                | 3 – 3                                                                          | Galles under 19                                                                | Amichevole                                                                     | 1                                                                              | 64’                                                                            |
| 13-10-2024                                                                     | Santarcangelo di Romagna                                                       | Italia under 19                                                                | 3 – 4                                                                          | Galles under 19                                                                | Amichevole                                                                     | -                                                                              | 59’                                                                            |
| 13-11-2024                                                                     | Archanes                                                                       | Italia under 19                                                                | 3 – 0                                                                          | Montenegro under 19                                                            | Qual. Europeo Under-19 2025                                                    | -                                                                              |                                                                                |
| 16-11-2024                                                                     | Archanes                                                                       | Italia under 19                                                                | 3 – 0                                                                          | Bosnia ed Erzegovina under 19                                                  | Qual. Europeo Under-19 2025                                                    | 1                                                                              | 65’                                                                            |
| 19-11-2024                                                                     | Salonicco                                                                      | Grecia under 19                                                                | 0 – 1                                                                          | Italia under 19                                                                | Qual. Europeo Under-19 2025                                                    | 1                                                                              | 90+1’ 90+2’                                                                    |
| 19-3-2025                                                                      | Crotone                                                                        | Italia under 19                                                                | 1 – 1                                                                          | Lettonia under 19                                                              | Qual. Europeo Under-19 2025                                                    | -                                                                              | 19’                                                                            |
| 25-3-2025                                                                      | Catanzaro                                                                      | Italia under 19                                                                | 2 – 0                                                                          | Francia under 19                                                               | Qual. Europeo Under-19 2025                                                    | 1                                                                              |                                                                                |
| Totale                                                                         |                                                                                | Presenze                                                                       | 10                                                                             |                                                                                | Reti                                                                           | 6                                                                              |                                                                                |

| Cronologia completa delle presenze e delle reti in nazionale ― Italia under 17 | Cronologia completa delle presenze e delle reti in nazionale ― Italia under 17 | Cronologia completa delle presenze e delle reti in nazionale ― Italia under 17 | Cronologia completa delle presenze e delle reti in nazionale ― Italia under 17 | Cronologia completa delle presenze e delle reti in nazionale ― Italia under 17 | Cronologia completa delle presenze e delle reti in nazionale ― Italia under 17 | Cronologia completa delle presenze e delle reti in nazionale ― Italia under 17 | Cronologia completa delle presenze e delle reti in nazionale ― Italia under 17 |
| Data                                                                           | Città                                                                          | In casa                                                                        | Risultato                                                                      | Ospiti                                                                         | Competizione                                                                   | Reti                                                                           | Note                                                                           |
| ------------------------------------------------------------------------------ | ------------------------------------------------------------------------------ | ------------------------------------------------------------------------------ | ------------------------------------------------------------------------------ | ------------------------------------------------------------------------------ | ------------------------------------------------------------------------------ | ------------------------------------------------------------------------------ | ------------------------------------------------------------------------------ |
| 7-9-2023                                                                       | Bonn                                                                           | Italia under 17                                                                | 3 – 1                                                                          | Danimarca under 17                                                             | Amichevole                                                                     | 1                                                                              | 61’                                                                            |
| 9-9-2023                                                                       | Hennef                                                                         | Israele under 17                                                               | 4 – 1                                                                          | Italia under 17                                                                | Amichevole                                                                     | -                                                                              | 46’                                                                            |
| 12-9-2023                                                                      | Bonn                                                                           | Germania under 17                                                              | 2 – 4                                                                          | Italia under 17                                                                | Amichevole                                                                     | 2                                                                              |                                                                                |
| 25-10-2023                                                                     | Santarcangelo di Romagna                                                       | Italia under 17                                                                | 4 – 0                                                                          | San Marino under 17                                                            | Qual. Europeo Under-17 2024                                                    | 1                                                                              | 73’                                                                            |
| 28-10-2023                                                                     | Santarcangelo di Romagna                                                       | Italia under 17                                                                | 0 – 0                                                                          | Irlanda del Nord under 17                                                      | Qual. Europeo Under-17 2024                                                    | -                                                                              | 70’                                                                            |
| 31-10-2023                                                                     | Forlì                                                                          | Italia under 17                                                                | 1 – 2                                                                          | Grecia under 17                                                                | Qual. Europeo Under-17 2024                                                    | -                                                                              | 79’                                                                            |
| 23-1-2024                                                                      | Los Barrios                                                                    | Spagna under 17                                                                | 3 – 3                                                                          | Italia under 17                                                                | Amichevole                                                                     | -                                                                              |                                                                                |
| 25-1-2024                                                                      | Los Barrios                                                                    | Spagna under 17                                                                | 1 – 2                                                                          | Italia under 17                                                                | Amichevole                                                                     | -                                                                              | 55’                                                                            |
| 13-2-2024                                                                      | Firenze                                                                        | Italia under 17                                                                | 0 – 1                                                                          | Francia under 17                                                               | Amichevole                                                                     | -                                                                              | 60’                                                                            |
| 20-3-2024                                                                      | Vantaa                                                                         | Paesi Bassi under 17                                                           | 0 – 2                                                                          | Italia under 17                                                                | Qual. Europeo Under-17 2024                                                    | -                                                                              |                                                                                |
| 23-3-2024                                                                      | Vantaa                                                                         | Belgio under 17                                                                | 3 – 5                                                                          | Italia under 17                                                                | Qual. Europeo Under-17 2024                                                    | 2                                                                              | 82’                                                                            |
| 26-3-2024                                                                      | Vantaa                                                                         | Italia under 17                                                                | 2 – 2                                                                          | Finlandia under 17                                                             | Qual. Europeo Under-17 2024                                                    | 1                                                                              | 90+8’                                                                          |
| 24-5-2024                                                                      | Achna                                                                          | Italia under 17                                                                | 2 – 0                                                                          | Slovacchia under 17                                                            | Europeo Under-17 2024 - 1º turno                                               | 1                                                                              |                                                                                |
| 27-5-2024                                                                      | Paralimni                                                                      | Svezia under 17                                                                | 1 – 2                                                                          | Italia under 17                                                                | Europeo Under-17 2024 - 1º turno                                               | 1                                                                              | 85’                                                                            |
| 30-5-2024                                                                      | Larnaca                                                                        | Italia under 17                                                                | 1 – 1 (5 - 4 dtr)                                                              | Inghilterra under 17                                                           | Europeo Under-17 2024 - Quarti di finale                                       | -                                                                              |                                                                                |
| 2-6-2024                                                                       | Larnaca                                                                        | Italia under 17                                                                | 1 – 0                                                                          | Danimarca under 17                                                             | Europeo Under-17 2024 - Semifinale                                             | -                                                                              |                                                                                |
| 5-6-2024                                                                       | Limassol                                                                       | Italia under 17                                                                | 3 – 0                                                                          | Portogallo under 17                                                            | Europeo Under-17 2024 - Finale                                                 | 2                                                                              | 69’ 90’                                                                        |
| Totale                                                                         |                                                                                | Presenze                                                                       | 17                                                                             |                                                                                | Reti                                                                           | 11                                                                             |                                                                                |

### Record
- Calciatore più giovane ad aver esordito in Serie A (15 anni e 260 giorni).[9]
- Calciatore italiano più giovane ad aver esordito in Champions League (16 anni e 226 giorni).[29]

## Palmarès

### Club

#### Competizioni giovanili
- Campionato Nazionale Under-15: 1

Milan: 2021-2022

#### Competizioni nazionali
- Supercoppa italiana: 1

Milan: 2024

### Nazionale
- Campionato d'Europa Under-17: 1

Cipro 2024

### Individuale
- Golden Player Campionato europeo Under-17: 1

2024